# Metekel-Zone
Die Metekel-Zone ist eine der drei Zonen der Region Benishangul-Gumuz in Äthiopien. Sie ist nach der ehemaligen Provinz Metekkel benannt.

## Geografie
Die Zone grenzt im Süden an Kamashi, im Südwesten an Asosa, im Westen an den Sudan und im Norden und Osten an die Region Amhara. Der Fluss Abbai bildet die Grenze zu Kamashi und Asosa, der Fluss Dinder bildet die Grenze zu Amhara.
Die Hauptstadt der Zone ist Gilgil Beles, die größte Stadt ist Manbuk. Die höchste Erhebung bildet der Berg Belaya mit 3131 Metern Höhe.

## Administrative Gliederung
Die Metekel-Zone ist in sechs Woredas gegliedert:
- Bulen
- Dangur
- Dibate
- Guba
- Mandura
- Wenbera

## Demografie
Nach Angaben der Zentralen Äthiopischen Statistikagentur aus dem Jahr 2005 hat diese Zone schätzungsweise 225 284 Einwohner, davon 111.986 Männer und 113.299 Frauen. 10,72 Prozent der Bevölkerung leben in städtischen Gebieten. Die Metekel-Zone hat eine Fläche von etwa 26.272,38 Quadratkilometern und eine Bevölkerungsdichte von 8,57 Einwohner pro Quadratkilometer.
Nach einem Protokoll der Weltbank vom 24. Mai 2004 haben acht Prozent der Bevölkerung Zugang zu Elektrizität. Die Zone verfügt über eine Straßendichte von 28,4 Kilometern je 1000 Quadratkilometer. Ein landwirtschaftlicher Haushalt besitzt im Durchschnitt 1,4 Hektar Land. 93 Prozent der Kinder besuchen die Grundschule und 25 Prozent gehen anschließend auf weiterführende Schulen.